# Irrfan Khan
Sahabzade Irrfan Ali Khan (Jaipur, 7 de janeiro de 1967 - Mumbai, 29 de abril de 2020) mais conhecido como Irrfan Khan (em hindi:  इरफ़ान ख़ान), foi um ator indiano que ficou famoso por seus papéis em The Warrior (2001), Maqbool (2003), Haasil (2004), The Namesake (2006), A Mighty Heart (2007), Slumdog Millionaire (2008), Billu (2009), New York (2009) e New York, I Love You (2009).
Participou em três filmes de grande sucesso, sendo eles The Amazing Spider-Man e Life of Pi, em 2012, e Jurassic World, em 2015. Em março de 2018 revelou estar em tratamento médico contra uma rara doença, sem dar mais detalhes. Essa doença veio a revelar-se um câncer no cólon.
Khan morreu em Mumbai, em 29 de abril de 2020, de uma infeção no cólon onde lhe tinha sido diagnosticado o câncer em 2018. Tinha 53 anos e estava internado na ala de cuidados intensivos do hospital de Kokilaben.